# Chiesa di Cristo Re (Trento)
La chiesa di Cristo Re è una chiesa adibita al culto cattolico in Trento.

## Storia

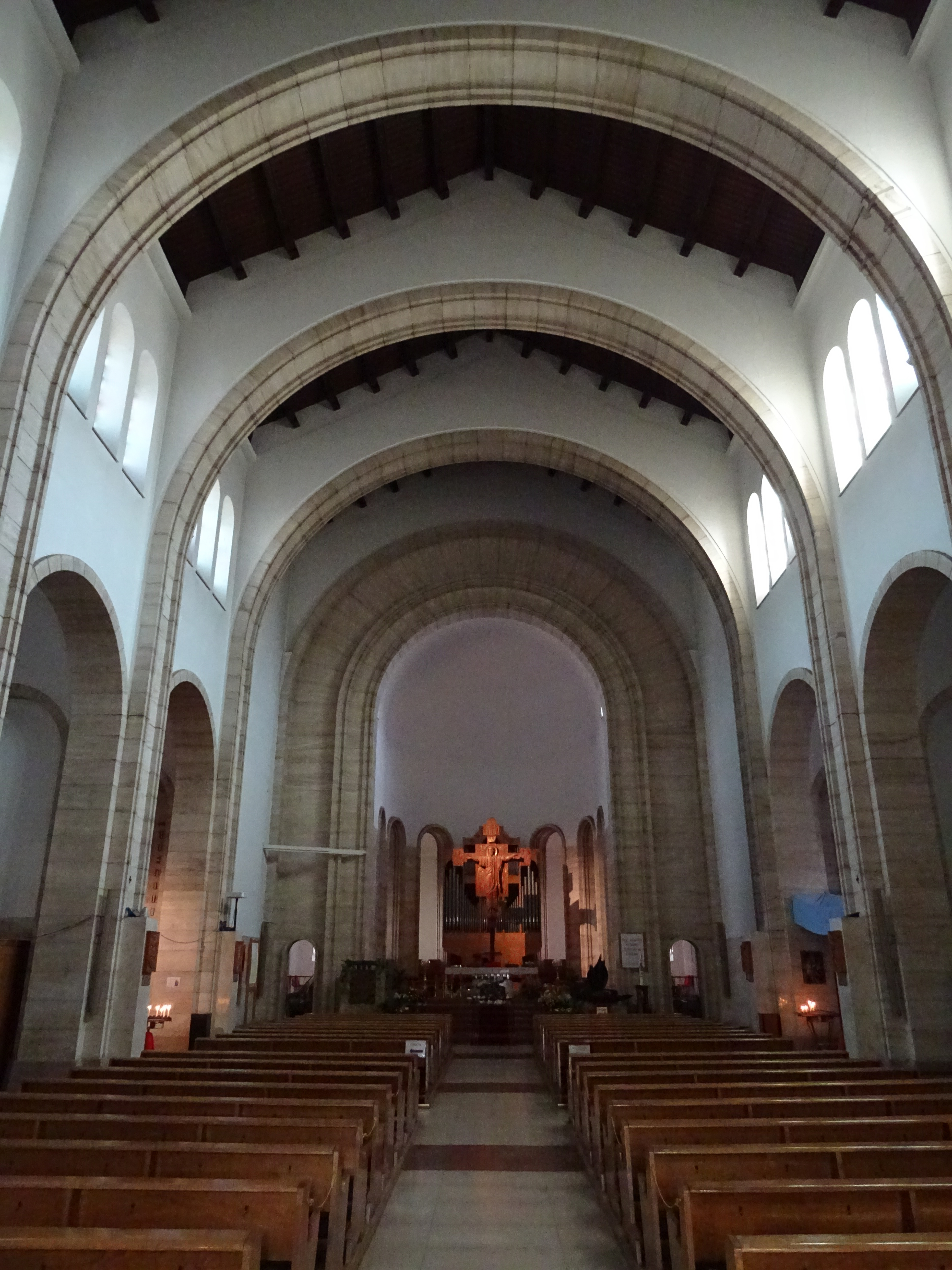
Interno

L'edificio religioso è stato edificato per soddisfare le esigenze della popolazione cristiana nel nuovo quartiere di Cristo Re oltre che al quarto centenario del concilio di Trento, che durò ben 18 anni, dal 1545 al 1563. Il vescovo dell'arcidiocesi di Trento, Carlo De Ferrari, posava la prima pietra il 23 novembre 1941. Ulteriori problemi si ebbero a causa dei bombardamenti avvenuti durante la seconda guerra mondiale quando nel 1943 furono sospesi i lavori e ripartiti nel 1948.
La chiesa venne benedetta nel 1952 la sera della vigilia di Natale e venne elevata al ruolo di parrocchia in occasione della Pasqua, il 19 marzo 1953. Purtroppo, durante lo straripamento del fiume Adige verificatosi il 4 novembre 1966, l'edificio rimase danneggiato.
Dal 1985 al 2000 circa, l'edificio religioso fu sottoposto ad alcuni lavori di restauro; oltre ai tipici lavori, furono realizzate le vetrate ad opera di Luciano Carnessali e nel 1992 la facciata esterna con il dipinto ad opera di Giuseppe Borgogno.
Fu realizzata tra il 1941 e il 1952 quando l'architetto Efrem Ferrari ispiranosi alle grandi cattedrali romaniche diede inizio al progetto. Questo edificio esternamente si presenta con pietre rivestite in conci regolari di color bianco, rosso e verde, perlopiù provenienti da Terlago e alla sua base vi è posto uno zoccolo. Tra la facciata gradonate a due spioventi e due battenti del portone bronzeo si trova un dipinto paretale mentre le fiancate sono state eseguite in quattro contrafforti ben centrati e accessibili da un ingresso laterale. A destra si trova la sagrestia e l'accesso al campanile a pianta quadrangolare.
Al suo interno, l'edificio presenta un'unica ampia navata centrale ed è anticipato da un ingresso ed è percorso da archi in lastre di marmo che delimitano le cinque campate. In loro corrispondenza delle sei cappelle laterali simmetriche sono anticipate da arcate a pieno centro e da altre cieche.
Con un'alzata di cinque scalini, il presbiterio è separato dall'abside con intervalli sempre effettuate da arcate. Mediante due scalinate è possibile scendere nella cripta orientata verso sud-ovest con l'altare sopraelevato da un gradino.